# Dalton Risner
Dalton Risner (Branson, 13 luglio 1995) è un giocatore di football americano statunitense che milita nel ruolo di offensive guard per i Minnesota Vikings della National Football League (NFL).

## Carriera universitaria
Risner al college giocò a football con i Kansas State Wildcats dal 2014 al 2018. Nella sua ultima stagione fu premiato come All-American da numerose pubblicazioni.

## Carriera professionistica

### Denver Broncos
Risner fu scelto nel corso del secondo giro (41º assoluto) del Draft NFL 2019 dai Denver Broncos. Debuttò come professionista partendo come titolare del primo turno contro gli Oakland Raiders. Concluse la sua prima stagione giocando tutte e 16 le partite come titolare, venendo inserito nella formazione ideale dei rookie della Pro Football Writers Association..

### Minnesota Vikings
Il 19 settembre 2023 Risner firmò con i Minnesota Vikings. Nella settimana 7 fu nominato guardia destra titolare per il resto della stagione.
Il 31 maggio 2024 Risner rifirmò con i Vikings. Il 27 agosto fu inserito in lista infortunati.

## Palmarès
- PFWA All-Rookie Team - 2019